# Cao đẳng Khoa học Máy tính - Học viện Công nghệ Georgia
Cao đẳng Khoa Học Máy Tính - Học viện Công nghệ Georgia được thành lập năm 1964 khi học viện bắt đầu trao bằng Khoa học thông tin. Ban đầu trường chỉ là một bang ngành nhỏ của học viện, chưa chính thức là một cao đẳng. Năm 1988, hiệu trưởng học viện, ông John Patrick Crecine, nâng cấp trường thành Cao đẳng Khoa Học Máy Tính.
Ngoài việc ứng dụng những công nghệ máy tính hiện đại, trường chú trọng vào việc nghiên cứu những ý tưởng và công nghệ mới, với sự cộng tác từ các trường cao đẳng khác trong hệ thống của học viện. Các ngành như tâm lý học, y học, nhân văn và kinh tế học đều hưởng lợi từ trường và cũng có những đóng góp quan trọng trong việc phát triển cho trường. Bằng việc phân nhánh chương trình thành các chuyên môn rõ rệt, trường giúp cho sinh viên có cơ hội trải nghiệm các nhánh khác nhau của ngành khoa học máy tính để tìm ra nhánh thích hợp nhất.
Sinh viên của trường luôn được khuyến khích tham gia vào sự điều hành của trường thông qua việc nghiên cứu và trợ giảng. Trường tạo mọi điều kiện và cấp ngân phí cho sinh viên nghiên cứu cùng các giáo sư. Chương trình trợ giảng cho phép học sinh có điểm số tốt trở thành phụ giảng mặc dù học sinh đó vẫn đang là sinh viên cử nhân. Các giảng viên và nhà nghiên cứu của trường luôn coi trọng và ứng dụng những phát minh của sinh viên, thay vì phải dựa vào công nghệ bên ngoài.
Năm 2014, tạp chí Hoa Kỳ News & World Report đánh giá chương trình Khoa Học Máy Tính của học viện hạng 9 quốc gia .

### Những năm đầu tiên
Lịch sử của Cao đẳng Khoa Học Máy Tính - Học viện Công nghệ Georgia có bề dày 43 năm. Ý tưởng thành lập ngành học này bắt đầu vào năm 1963, khi một nhóm giảng viên bao gồm giáo sư Vladimir Slamecka, giáo sư Vernon Crawford, giáo sư Nordiar Waldemar Ziegler, và giáo sư William Atchison nhận thấy sự liên kết cộng sinh giữa các ban ngành. Nhóm thảo ra bản tường trình về một chương trình Thạc sĩ kết hợp ba ngành khoa học thư viện, toán học và công nghệ máy tính. Bản tường trình được phê duyệt bởi học viện. Chương trình thạc sĩ Khoa học thông tin được hình thành năm 1964, dưới sự lãnh đạo của giáo sư Vladimir Slamecka.
Năm 1970, trường bắt đầu cho phép sinh viên lấy ngành Khoa học thông tin làm ngành học phụ. Trường được đổi tên thành Trường khoa học thông tin và điện toán. Hai năm sau, trường cấp bằng cử nhân.